# Pseudohorus transvaalensis fenestratus
Pseudohorus transvaalensis fenestratus es una subespecie de arácnido del orden Pseudoscorpionida de la familia Olpiidae.

## Distribución geográfica
Se encuentra en América del Sur.